# Saurischia
Saurischier (fra græsk: øglehofte) er en overordnet gruppe af dinosaurer, klassificeret i ordenen Saurischia. De har fået dette navn fordi de, ligesom øglerne, har et fremadrettet skamben. Traditionelt er gruppen blevet inddelt i to underordener, Sauropodomorpha og Theropoda. Sauropoder var planteædende, mens de fleste theropoder var kødædende.
Fugle er direkte efterkommere af theropoderne og således en undergruppe af Saurischia i evolutionen. En analyse, gennemført i 2017 har imidlertid sået tvivl om klassifikationen, idet theropoder her anses for at tilhøre ordenen Ornithoscelida.

## Sauropodomorpher
Sauropodomorpherne er måske den mest kendte af alle dinosaurgrupper og inkluderer de berømte langhalsede dinosaurer, såsom Diplodocus, Saltasaurus, Brontosaurus og Brachiosaurus.
Alle de mere "avancerede" sauropoder var firebenede planteædere. Med enkelte undtagelser havde samtlige arter meget lang hals, en massiv krop og lang hale. En del sauropoder, især den sauropodfamilie som benævnes diplodocider holdt den lange hals meget lavere end tidligere troet. Men i det mindste diplodociderne kunne rejse sig på bagbenene og dermed æde højt oppe i træerne. Andre sauropoder som eksempelvis brachiosauriderne havde en kropskonstruktion som gjorde at halsen automatisk pegede næsten lige op. Sauropoderne udvikledes til kæmperne blandt dinosaurerne - de var uden konkurrence de største kendte landlevende dyr som nogensinde har eksisteret.

## Klassisk definition
Den klassiske definition bygger på nedenstående karakteristika:
- Saurischia-bækkenstruktur (venstre side)
- Tyrannosaurus-bækken (Saurischia, venstre side)
- Ornithischia-bækkenstruktur (venstre side)
- Edmontosaurus-bækken (Ornithischia, venstre side)